# Внутренняя баллистика
Вну́тренняя балли́стика — наука о движении снаряда в канале ствола орудия под действием пороховых газов, а также закономерности других процессов, происходящих при выстреле в канале ствола или камере пороховой ракеты. Вместе с внешней баллистикой составляет науку о движении снарядов, пуль, мин, неуправляемых ракет, авиабомб — баллистику.
Научной основой внутренней баллистики являются высшая математика, газодинамика, термодинамика, термохимия (теория горения порохов)
.
Внутренняя баллистика — важный предмет для конструкторов и пользователей огнестрельного оружия.

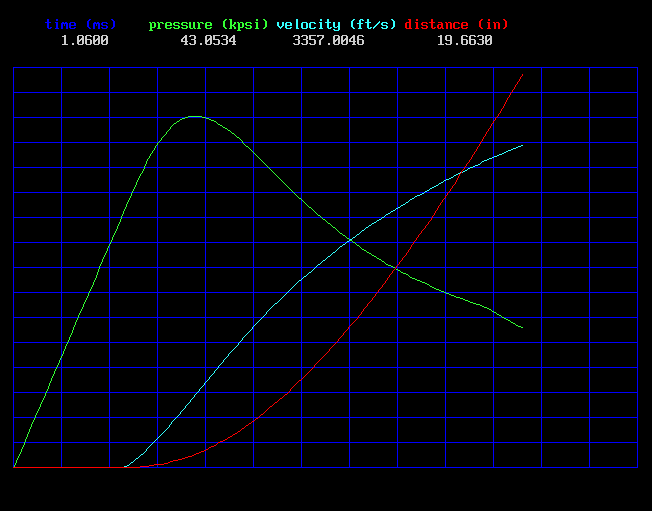
Полученные численным моделированием графики давления (зелёный), скорости (голубой) и координаты (красный) пули 5,56-мм патрона НАТО

## Периоды выстрела
Внутренняя баллистика изучает выстрел как сложный процесс превращения химической энергии пороха в тепловую, а затем в механическую работу снаряда и подвижных частей орудия.
Для изучения процесса различают следующие периоды в явлении выстрела:
- предварительный — от момента начала воспламенения заряда до момента врезания снаряда (пули) в нарезы ствола;
- первый (основной) — от момента окончания врезания ведущих поясков до момента окончания горения пороха;
- второй — от момента окончания горения порохового заряда до момента вылета из канала ствола;
- период последействия пороховых газов на снаряд и ствол — от вылета снаряда из канала ствола до прекращения действия на него газов (промежуточная баллистика[англ.]).

## Разделы внутренней баллистики
Основными разделами внутренней баллистики являются:
- пиростатика
- пиродинамика
- баллистическое проектирование орудий, ракет, стрелкового оружия

К внутренней баллистике относят и специальный раздел баллистики — промежуточную баллистику.